# Vòng loại Giải vô địch bóng đá thế giới 2022 – Khu vực châu Âu (Bảng F)

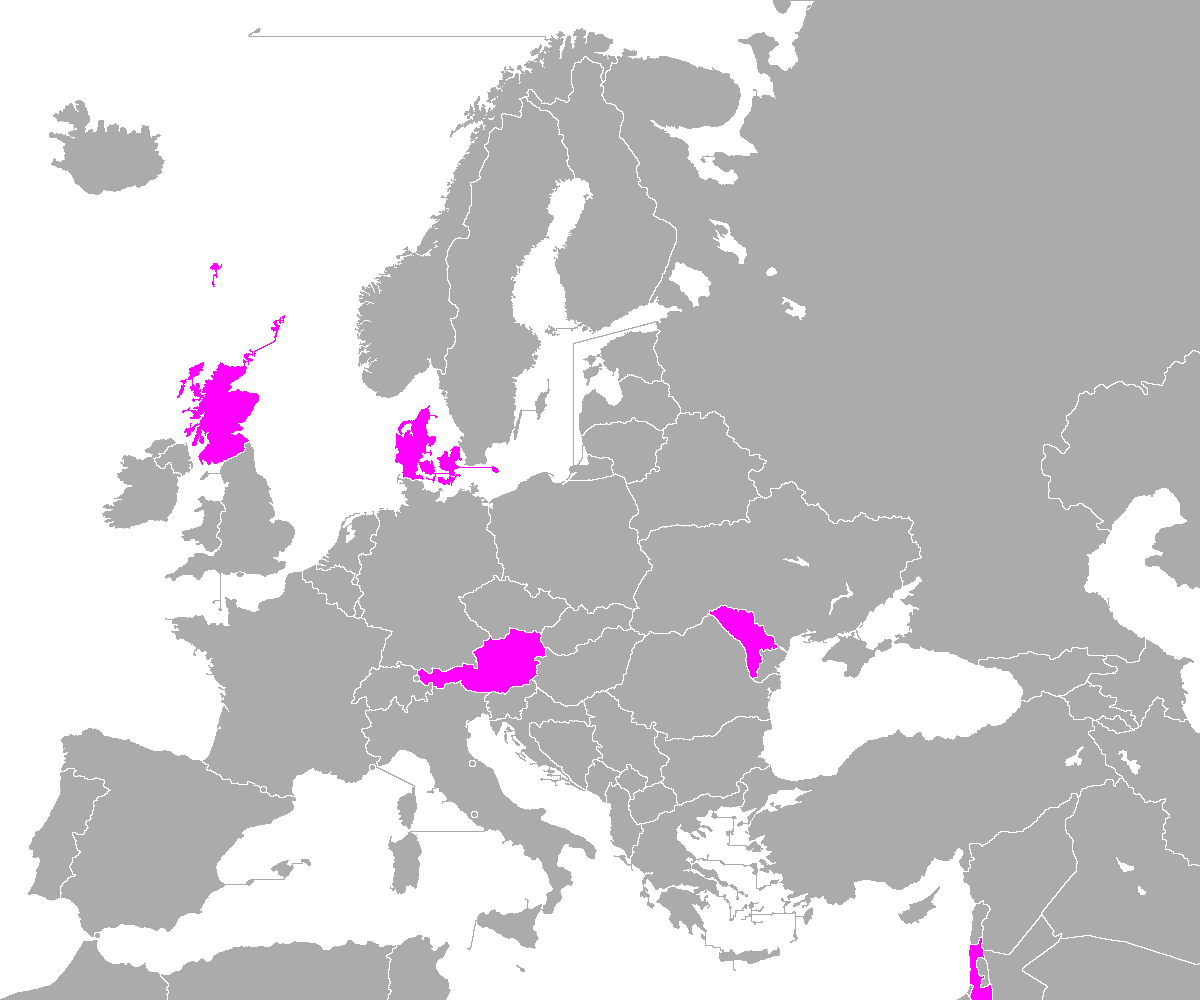
Vòng loại World Cup khu vực châu Âu Bảng F

Bảng F là 1 trong 10 bảng đấu tại vòng loại World Cup khu vực châu Âu, đóng vai trò xác định những đội giành quyền dự vòng chung kết World Cup 2022 ở Qatar. Bảng F gồm có 6 đội: Đan Mạch, Áo, Scotland, Israel, Quần đảo Faroe và Moldova. Các đội sẽ thi đấu vòng tròn 2 lượt sân nhà - sân khách.
Đội nhất bảng sẽ giành vé trực tiếp đến World Cup 2022, trong khi đội nhì bảng sẽ giành quyền dự vòng 2 (play-offs).

## Bảng xếp hạng
| VT | Đội            | ST | T | H | B | BT | BB | HS  | Đ  | Giành quyền tham dự                                |     | Đan Mạch | Scotland | Israel | Áo  | Quần đảo Faroe | Moldova |
| -- | -------------- | -- | - | - | - | -- | -- | --- | -- | -------------------------------------------------- | --- | -------- | -------- | ------ | --- | -------------- | ------- |
| 1  | Đan Mạch       | 10 | 9 | 0 | 1 | 30 | 3  | +27 | 27 | FIFA World Cup 2022                                |     |          | 2–0      | 5–0    | 1–0 | 3–1            | 8–0     |
| 2  | Scotland       | 10 | 7 | 2 | 1 | 17 | 7  | +10 | 23 | Vòng 2                                             |     | 2–0      |          | 3–2    | 2–2 | 4–0            | 1–0     |
| 3  | Israel         | 10 | 5 | 1 | 4 | 23 | 21 | +2  | 16 |                                                    |     | 0–2      | 1–1      |        | 5–2 | 3–2            | 2–1     |
| 4  | Áo             | 10 | 5 | 1 | 4 | 19 | 17 | +2  | 16 | Vòng 2 dựa theo thành tích tại UEFA Nations League |     | 0–4      | 0–1      | 4–2    |     | 3–1            | 4–1     |
| 5  | Quần đảo Faroe | 10 | 1 | 1 | 8 | 7  | 23 | −16 | 4  |                                                    |     | 0–1      | 0–1      | 0–4    | 0–2 |                | 2–1     |
| 6  | Moldova        | 10 | 0 | 1 | 9 | 5  | 30 | −25 | 1  |                                                    | 0–4 | 0–2      | 1–4      | 0–2    | 1–1 |                |         |

## Các trận đấu
Lịch thi đấu được công bố bởi UEFA vào ngày 8 tháng 12 năm 2020, một ngày sau khi bốc thăm. Giờ hiển thị là giờ châu Âu/giờ mùa hè châu Âu, được liệt kê bởi UEFA (giờ địa phương, nếu có sự khác biệt, sẽ được hiển thị trong ngoặc đơn).
| Israel | 0–2                         | Đan Mạch                     |
| ------ | --------------------------- | ---------------------------- |
|        | Report (FIFA) Report (UEFA) | - Braithwaite 13' - Wind 67' |

| Moldova         | 1–1                         | Quần đảo Faroe |
| --------------- | --------------------------- | -------------- |
| - Nicolaescu 9' | Report (FIFA) Report (UEFA) | - M. Olsen 83' |

| Scotland                  | 2–2                         | Áo                   |
| ------------------------- | --------------------------- | -------------------- |
| - Hanley 71' - McGinn 85' | Report (FIFA) Report (UEFA) | - Kalajdžić 55', 80' |

| Đan Mạch                                                                                              | 8–0                         | Moldova |
| --- | --------------------------- | ------- |
| - Dolberg 19' (ph.đ.), 48' - Damsgaard 22', 29' - Larsen 35' - Jensen 39' - Skov 81' - Ingvartsen 89' | Report (FIFA) Report (UEFA) |         |

| Áo                                                  | 3–1                         | Quần đảo Faroe  |
| --------------------------------------------------- | --------------------------- | --------------- |
| - Dragović 30' - Baumgartlinger 37' - Kalajdžić 44' | Report (FIFA) Report (UEFA) | - Nattestad 19' |

| Israel       | 1–1                         | Scotland     |
| ------------ | --------------------------- | ------------ |
| - Peretz 44' | Report (FIFA) Report (UEFA) | - Fraser 56' |

| Áo | 0–4                         | Đan Mạch                                         |
| -- | --------------------------- | ------------------------------------------------ |
|    | Report (FIFA) Report (UEFA) | - Skov Olsen 58', 74' - Mæhle 63' - Højbjerg 67' |

| Moldova    | 1–4                         | Israel                                                 |
| ---------- | --------------------------- | ------------------------------------------------------ |
| - Carp 29' | Report (FIFA) Report (UEFA) | - Zahavi 45+2' - Solomon 57' - Dabbur 64' - Natkho 66' |

| Scotland                                  | 4–0                         | Quần đảo Faroe |
| ----------------------------------------- | --------------------------- | -------------- |
| - McGinn 7', 53' - Adams 60' - Fraser 70' | Report (FIFA) Report (UEFA) |                |

| Đan Mạch               | 2–0                         | Scotland |
| ---------------------- | --------------------------- | -------- |
| - Wass 14' - Mæhle 15' | Report (FIFA) Report (UEFA) |          |

| Quần đảo Faroe | 0–4                         | Israel                                |
| -------------- | --------------------------- | ------------------------------------- |
|                | Report (FIFA) Report (UEFA) | - Zahavi 12', 44', 90+2' - Dabbur 52' |

| Moldova | 0–2                         | Áo                                     |
| ------- | --------------------------- | -------------------------------------- |
|         | Report (FIFA) Report (UEFA) | - Baumgartner 45+1' - Arnautović 90+4' |

| Quần đảo Faroe | 0–1                         | Đan Mạch   |
| -------------- | --------------------------- | ---------- |
|                | Report (FIFA) Report (UEFA) | - Wind 85' |

| Israel                                                     | 5–2                         | Áo                                 |
| ---------------------------------------------------------- | --------------------------- | ---------------------------------- |
| - Solomon 5' - Dabbur 20' - Zahavi 33', 90' - Weissman 59' | Report (FIFA) Report (UEFA) | - Baumgartner 42' - Arnautović 55' |

| Scotland    | 1–0                         | Moldova |
| ----------- | --------------------------- | ------- |
| - Dykes 14' | Report (FIFA) Report (UEFA) |         |

| Áo | 0–1                         | Scotland            |
| -- | --------------------------- | ------------------- |
|    | Report (FIFA) Report (UEFA) | - Dykes 30' (ph.đ.) |

| Đan Mạch                                                                  | 5–0                         | Israel |
| ------------------------------------------------------------------------- | --------------------------- | ------ |
| - Poulsen 28' - Kjær 31' - Skov Olsen 41' - Delaney 58' - Cornelius 90+1' | Report (FIFA) Report (UEFA) |        |

| Quần đảo Faroe                | 2–1                         | Moldova          |
| ----------------------------- | --------------------------- | ---------------- |
| - K. Olsen 68' - Vatnsdal 72' | Report (FIFA) Report (UEFA) | - Milinceanu 84' |

| Scotland                                      | 3–2                         | Israel                   |
| --------------------------------------------- | --------------------------- | ------------------------ |
| - J. McGinn 30' - Dykes 57' - McTominay 90+4' | Report (FIFA) Report (UEFA) | - Zahavi 5' - Dabbur 32' |

| Quần đảo Faroe | 0–2                         | Áo                          |
| -------------- | --------------------------- | --------------------------- |
|                | Report (FIFA) Report (UEFA) | - Laimer 26' - Sabitzer 48' |

| Moldova | 0–4                         | Đan Mạch                                                       |
| ------- | --------------------------- | -------------------------------------------------------------- |
|         | Report (FIFA) Report (UEFA) | - Skov Olsen 23' - Kjær 34' (ph.đ.) - Nørgaard 39' - Mæhle 44' |

| Đan Mạch    | 1–0                         | Áo |
| ----------- | --------------------------- | -- |
| - Mæhle 53' | Report (FIFA) Report (UEFA) |    |

| Quần đảo Faroe | 0–1                         | Scotland    |
| -------------- | --------------------------- | ----------- |
|                | Report (FIFA) Report (UEFA) | - Dykes 86' |

| Israel                    | 2–1                         | Moldova            |
| ------------------------- | --------------------------- | ------------------ |
| - Zahavi 28' - Dabbur 49' | Report (FIFA) Report (UEFA) | - Nicolaescu 90+4' |

| Moldova | 0–2                         | Scotland                    |
| ------- | --------------------------- | --------------------------- |
|         | Report (FIFA) Report (UEFA) | - Patterson 38' - Adams 65' |

| Áo                                                        | 4–2                         | Israel                    |
| --------------------------------------------------------- | --------------------------- | ------------------------- |
| - Arnautović 51' (ph.đ.) - Schaub 62', 72' - Sabitzer 84' | Report (FIFA) Report (UEFA) | - Bitton 33' - Peretz 59' |

| Đan Mạch                                          | 3–1                         | Quần đảo Faroe |
| ------------------------------------------------- | --------------------------- | -------------- |
| - Skov Olsen 18' - Bruun Larsen 63' - Mæhle 90+3' | Report (FIFA) Report (UEFA) | - K. Olsen 89' |

| Áo                                                        | 4–1                         | Moldova          |
| --------------------------------------------------------- | --------------------------- | ---------------- |
| - Arnautović 4', 55' (ph.đ.) - Trimmel 22' - Ljubicic 83' | Report (FIFA) Report (UEFA) | - Nicolaescu 60' |

| Israel                                           | 3–2                         | Quần đảo Faroe                 |
| ------------------------------------------------ | --------------------------- | ------------------------------ |
| - Dabbur 30' (ph.đ.) - Weissman 58' - Peretz 74' | Report (FIFA) Report (UEFA) | - Vatnhamar 62' - K. Olsen 72' |

| Scotland                  | 2–0                         | Đan Mạch |
| ------------------------- | --------------------------- | -------- |
| - Souttar 35' - Adams 86' | Report (FIFA) Report (UEFA) |          |

## Danh sách cầu thủ ghi bàn
Đã có 101 bàn thắng ghi được trong 30 trận đấu, trung bình 3.37 bàn thắng mỗi trận đấu.
8 bàn thắng
- Eran Zahavi

6 bàn thắng
- Mu'nas Dabbur

5 bàn thắng
- Marko Arnautović
- Joakim Mæhle
- Andreas Skov Olsen

4 bàn thắng
- Lyndon Dykes
- John McGinn

3 bàn thắng
- Christoph Baumgartner
- Saša Kalajdžić
- Klæmint Olsen
- Dor Peretz
- Ion Nicolaescu
- Ché Adams

2 bàn thắng
- Marcel Sabitzer
- Louis Schaub
- Mikkel Damsgaard
- Kasper Dolberg
- Simon Kjær
- Jonas Wind
- Manor Solomon
- Shon Weissman
- Ryan Fraser

1 bàn thắng
- Aleksandar Dragović
- Konrad Laimer
- Dejan Ljubicic
- Christopher Trimmel
- Martin Braithwaite
- Andreas Cornelius
- Thomas Delaney
- Pierre-Emile Højbjerg
- Marcus Ingvartsen
- Mathias Jensen
- Jens Stryger Larsen
- Christian Nørgaard
- Yussuf Poulsen
- Robert Skov
- Jens Stryger Larsen
- Daniel Wass
- Sonni Nattestad
- Meinhard Olsen
- Sølvi Vatnhamar
- Heini Vatnsdal
- Nir Bitton
- Bibras Natkho
- Cătălin Carp
- Nicolae Milinceanu
- Grant Hanley
- Scott McTominay
- Nathan Patterson
- John Souttar

## Án treo giò
Một cầu thủ sẽ bị treo giò ở trận đấu tiếp theo nếu phạm các lỗi sau đây:
- Nhận thẻ đỏ (Án phạt vì thẻ đỏ có thể được tăng lên nếu phạm lỗi nghiêm trọng)
- Nhận 2 thẻ vàng ở 2 trận đấu khác nhau (Án phạt vì thẻ vàng được áp dụng đến vòng play-offs, nhưng không áp dụng ở vòng chung kết hay những trận đấu quốc tế khác trong tương lai)

| Team           | Player              | Offence(s)                                                                | Suspended for match(es)                                   |
| -------------- | ------------------- | ------------------------------------------------------------------------- | --------------------------------------------------------- |
| Áo             | Florian Grillitsch  | v Scotland (25 tháng 3 năm 2021) · v Quần đảo Faroe (28 tháng 3 năm 2021) | v Đan Mạch (31 tháng 3 năm 2021)                          |
| Áo             | Martin Hinteregger  | v Scotland (7 tháng 9 năm 2021) · v Israel (12 tháng 11 năm 2021)         | vs Moldova (15 tháng 11 năm 2021)                         |
| Đan Mạch       | Christian Nørgaard  | v Israel (7 tháng 9 năm 2021) · v Quần đảo Faroe (12 tháng 11 năm 2021)   | v Scotland (15 tháng 11 năm 2021)                         |
| Quần đảo Faroe | Brandur Hendriksson | v Áo (28 tháng 3 năm 2021) · v Scotland (12 tháng 10 năm 2021)            | v Đan Mạch (12 tháng 11 năm 2021)                         |
| Quần đảo Faroe | René Joensen        | v Đan Mạch (4 tháng 9 năm 2021)                                           | v Moldova (7 tháng 9 năm 2021)                            |
| Quần đảo Faroe | René Joensen        | v Israel (1 tháng 9 năm 2021) · v Áo (9 tháng 10 năm 2021)                | v Scotland (12 tháng 10 năm 2021)                         |
| Quần đảo Faroe | Gunnar Vatnhamar    | v Moldova (25 tháng 3 năm 2021) · v Đan Mạch (12 tháng 11 năm 2021)       | v Israel (15 tháng 11 năm 2021)                           |
| Israel         | Hatem Abd Elhamed   | v Áo (4 tháng 9 năm 2021) · v Đan Mạch (7 tháng 9 năm 2021)               | v Scotland (9 tháng 10 năm 2021)                          |
| Moldova        | Igor Armaș          | v Quần đảo Faroe (25 tháng 3 năm 2021) · v Israel (31 tháng 3 năm 2021)   | v Áo (1 tháng 9 năm 2021)                                 |
| Moldova        | Cătălin Carp        | v Đan Mạch (28 tháng 3 năm 2021) · vs Israel (31 tháng 3 năm 2021)        | v Áo (1 tháng 9 năm 2021)                                 |
| Moldova        | Artur Ioniță        | v Quần đảo Faroe (25 tháng 3 năm 2021) · v Scotland (4 tháng 9 năm 2021)  | v Quần đảo Faroe (7 tháng 9 năm 2021)                     |
| Moldova        | Denis Marandici     | v Đan Mạch (9 tháng 10 năm 2021) · v Scotland (12 tháng 11 năm 2021)      | v Áo (15 tháng 11 năm 2021)                               |
| Moldova        | Ion Nicolaescu      | v Israel (31 tháng 3 năm 2021)                                            | v Áo (1 tháng 9 năm 2021) v Scotland (4 tháng 9 năm 2021) |
| Moldova        | Vadim Raţă          | v Quần đảo Faroe (25 tháng 3 năm 2021) · v Israel (31 tháng 3 năm 2021)   | v Áo (1 tháng 9 năm 2021)                                 |
| Moldova        | Vadim Raţă          | v Israel (12 tháng 10 năm 2021) · v Scotland (12 tháng 11 năm 2021)       | v Áo (15 tháng 11 năm 2021)                               |
| Moldova        | Oleg Reabciuk       | v Áo (1 tháng 9 năm 2021) · v Quần đảo Faroe (7 tháng 9 năm 2021)         | v Đan Mạch (9 tháng 10 năm 2021)                          |
| Moldova        | Oleg Reabciuk       | v Israel (12 tháng 10 năm 2021)                                           | v Scotland (12 tháng 11 năm 2021)                         |
| Scotland       | Ryan Christie       | v Áo (25 tháng 3 năm 2021) · v Quần đảo Faroe (12 tháng 10 năm 2021)      | v Moldova (12 tháng 11 năm 2021)                          |
| Scotland       | Lyndon Dykes        | v Áo (25 tháng 3 năm 2021) · v Quần đảo Faroe (12 tháng 10 năm 2021)      | v Moldova (12 tháng 11 năm 2021)                          |
| Scotland       | Grant Hanley        | v Áo (25 tháng 3 năm 2021) · v Áo (7 tháng 9 năm 2021)                    | v Israel (9 tháng 10 năm 2021)                            |
| Scotland       | Nathan Patterson    | v Israel (9 tháng 10 năm 2021) · v Moldova (12 tháng 11 năm 2021)         | v Moldova (15 tháng 11 năm 2021)                          |